# Veronika Dudàrova
Veroníka Boríssovna Dudàrova, rus: Верони́ка Бори́совна Дуда́рова, en osseta Дудараты Барисы чызг Вероникæ, Dudarati Barissi txizg Veronikæ (5 de desembre [C.J. 22 de novembre] de 1916, Bakú, Imperi Rus - 15 de gener de 2009, Moscou, Rússia) fou una directora d'orquestra soviètica i russa, i la primera dona que arribava a aquest càrrec a Rússia. Va ser directora de l'Orquestra Simfònica Estatal de Moscou el 1947 i va dirigir aquesta i altres orquestres durant seixanta anys. El 1991 va fundar l'Orquestra Simfònica de Rússia.

## Biografia
Nascuda a Bakú (actual Azerbaidjan, llavors part de l'Imperi Rus) en el si de l'aristocràtica família osseta dels Dudàrov, als cinc anys ja estudiava piano en una escola de música infantil per a nens superdotats al Conservatori de Bakú. Segons Dudàrova, el director d'orquestra hongarès Stefan Strasser, que va venir a Bakú per a les temporades simfòniques, li va inculcar un amor per l'art de la direcció d'orquestra. Strasser va aplegar talentosos músics i va estudiar teoria de la música amb ells, entre els quals hi havia la jove Veronika.
A principis de la dècada del 1930, el pare de Dudàrova va ser víctima de la repressió, i dues germanes grans van morir. El 1933, Veronika amb la seva mare es va traslladar a Leningrad (actual Sant Petersburg).
Entre 1933 i 1937 va estudiar a l'escola de música del Conservatori de Leningrad a les classes de piano de Pàvel Serebriakov.
El 1937 es va traslladar a Moscou. Va actuar com a pianista acompanyant i va estudiar amb B.M. Berlin al departament preparatori del Conservatori de Moscou. Un any més tard, B.M. Berlin va recomanar que entrés en el departament de direcció d'orquestres del Conservatori de Moscou i la va presentar a L.M. Guínzburg.
Entre 1939 i 1947 va estudiar al Conservatori de Moscou, al departament de direcció simfònica de la classe de L. M. Guínzburg, després a la de N. P. Anóssov.
El 1944 va debutar com a directora d'orquestra. Va treballar com a directora del Teatre Infantil Central de Moscou i, entre 1945 i 1946, com a directora adjunta a l'Estudi d'Òpera del Conservatori de Moscou.
Des de 1947 fou directora, i entre 1960 i 1989, directora principal i directora artística de l'Orquestra Simfònica Estatal de Moscou.
El 1960, en el marc de la dècada de l'art i la literatura de la RSSA d'Ossètia del Nord a Moscou va dirigir l'òpera Kosta de Khristofor Plíev al Teatre Bolxoi.
En el període 1959 - 1960 fou Cap del departament de direcció orquestral de l'Institut de Cultura, professora de la classe d'òpera i direcció simfònica de l'escola de música Revolució d'Octubre a Moscou.
Durant els seus anys de gestió, l'orquestra va interpretar i gravat una gran quantitat d'obres de diversos repertoris, des de la música barroca fins a la moderna simfònica. Va fer els primers enregistraments d'obres de compositors com Gueorgui Svirídov, Aram Khatxaturian, Tíkhon Khrénnikov, Andrei Eixpai, Rodion Sxedrín, Mikael Tariverdíev, Alfred Schnittke, Sofia Gubaidúlina, Xírvani Txalàiev, Aleksandr Txaikovski, Zara Lévina, David Krivitski, Ielena Firsova, Tatiana Txudova, etc.
Va col·laborar amb destacats intèrprets, entre ells Vladímir Spivakov, Leonid Kógan, Valeri Guérguiev, Ivan Kozlovski, Tamara Siniàvskaia, Margarita Fiódorova, Tatiana Nikolàieva, Natàlia Gutman, Liana Issakadze, Vladímir Kràinev, Gidon Kremer, Tamara Milàixkina, Mikhaïl Pletniov, Víktor Tretiakov, Andrei Gavrílov, Oleg Kagan, Grigori Sokolov, etc.
Va fer gires per Txecoslovàquia, Polònia, Hongria, Bulgària, Romania, Iugoslàvia, Japó, Iran, Turquia, Espanya, Suècia, Noruega, Mèxic, Veneçuela, Panamà, Colòmbia, Perú i Cuba.
El 1986 va actuar al Palau de la Música Catalana de Barcelona dirigint l'Orquestra Simfònica de Moscou. El 1992
va estrenar al Conservatori de Moscou l'obra Tirant lo Blanc de la compositora vilanovina Leonora Milà.
De 1991 a 2009 fou organitzadora, directora artística i directora titular de l'Orquestra Simfònica Estatal de Rússia dirigida per Veronika Dudàrova. A principis de 2003, Dudàrova va convidar Pàvel Sorokin a ocupar el càrrec de director titular de l'orquestra, però ella va continuar sent-ne la directora artística. El 2009, després de la seva mort, l'orquestra es va unir amb l'Orquestra Nacional de Rússia.
Va estar en els orígens d'una sèrie de festivals de música entre els quals el Piotr Ilitx Txaikovski a Ijevsk i Vótkinsk, el Mikhaïl Glinka a Smolensk, el Serguei Rakhmàninov a Tambov, el Dmitri Xostakóvitx a Volgograd, així com festivals, concerts i concursos a Rostov del Don, Irkutsk, Kostromà, Riazan, Vladikavkaz, Sotxi, Kaliningrad, Ivànovo, Kaluga i altres ciutats.
Algunes fonts asseguren que Dudàrova fou la primera directora d'orquestra del món, la qual cosa no és certa: Nadia Boulanger va fer el seu debut com a directora el 1912, i Jane Evrard va dirigir la seva pròpia orquestra parisenca de corda femenina el 1930). Però sí que fou la primera directora d'orquestra de l'URSS.
Fou membre del PCUS des de 1950.
Va morir de sobte el 15 de gener de 2009 a Moscou, als 93 anys, i fou enterrada al cementiri de Troiekúrovskoie.

## Fets curiosos
El 1993, Dudàrova es trobava de gira per Andorra. Durant una de les actuacions, cap al final de l'execució de l'obra, a causa de la seva actitud temperamental, va caure del púlpit de director i, sense aixecar-se del terra, ajaguda, va continuar dirigint l'orquestra fins al final de la representació.
Poc abans de la seva mort, Dudàrova va patir un robatori al seu domicili. Els lladres es van endur tots els premis de la directora: l'Orre de la Revolució d'Octubre, la Insígnia d'Honor, les medalles pels serveis a la Pàtria de 2n i 3r grau, medalles, joies familiars dels Dudàrov (Veronika Boríssovna procedia d'una antiga família de prínceps ossetes).

## Llegat
Un petit asteroide del cinturó d'asteroides, el (9737) Dudarova, descobert per l'astrònoma Liudmila Karàtxkina a l'Observatori Astrofísic de Crimea el 29 de setembre de 1986, va rebre aquest nom en honor seu.